# Єлле Воссен
Єлле Воссен (нід. Jelle Vossen, нар. 22 березня 1989, Білзен) — бельгійський футболіст, нападник клубу «Зюлте-Варегем».
Насамперед відомий виступами за «Генк» і «Брюгге», з якими вигравав чемпіонат, кубок і суперкубок Бельгії, а також за національну збірну Бельгії, за яку провів 12 матчів.

## Клубна кар'єра
Народився 22 березня 1989 року в місті Білзен. Вихованець футбольної школи клубу «Генк». Дорослу футбольну кар'єру розпочав 2007 року в основній команді того ж клубу, в якій провів три роки, взявши участь у 48 матчах чемпіонату і у сезоні 2008/09 виграв з командою національний кубок.

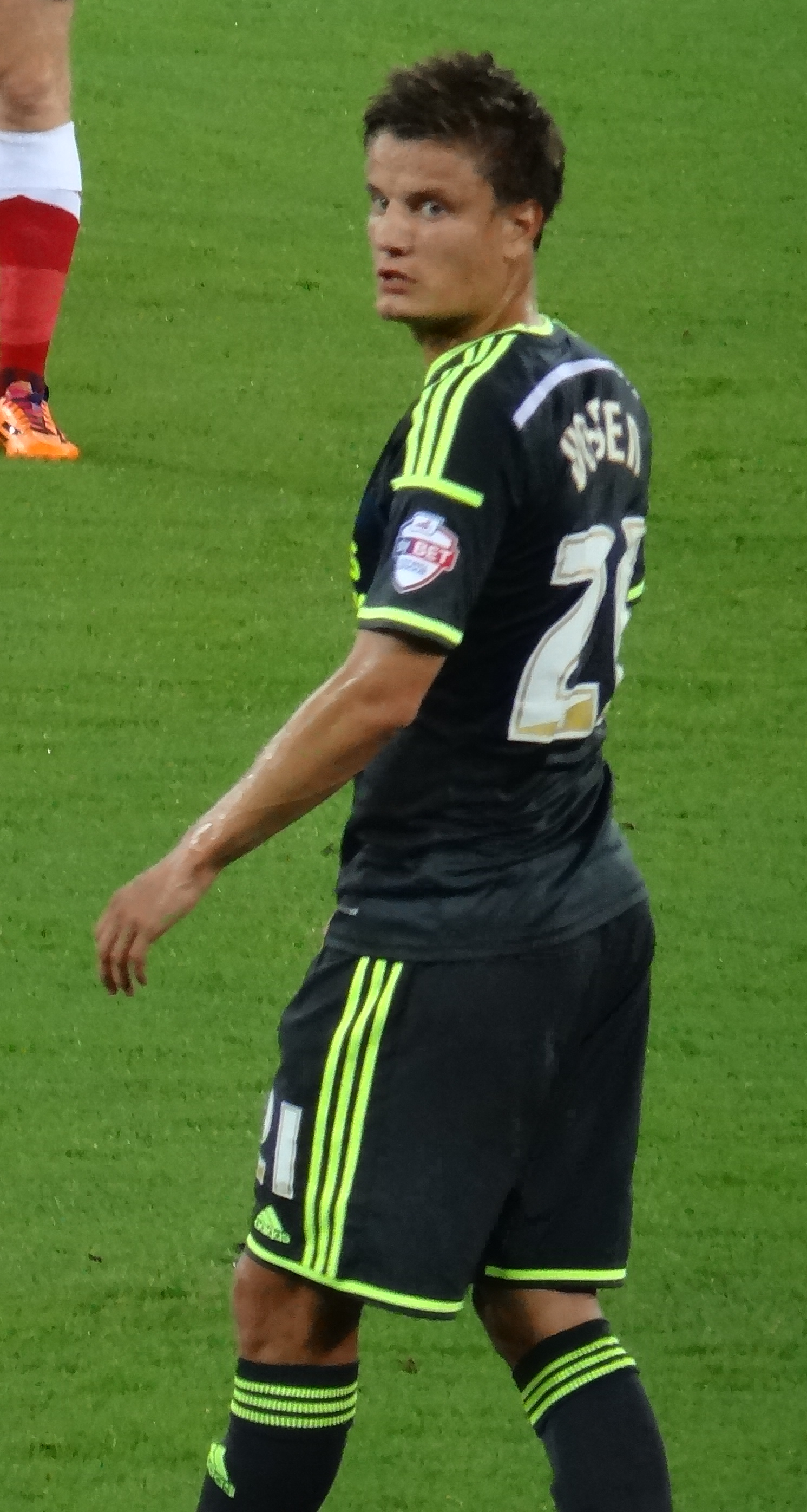
Єлле Воссен під час виступів за «Мідлсбро». 16 вересня 2014 року.

Своєю грою за цю команду привернув увагу представників тренерського штабу клубу «Серкль», до складу якого приєднався 2009 року на правах оренди. Відіграв за команду з Брюгге наступний сезон своєї ігрової кар'єри. У складі «Серкля» був одним з головних бомбардирів команди, маючи середню результативність на рівні 0,35 голу за гру першості.
До складу клубу «Генк» повернувся влітку 2010 року і в першому ж сезоні став з командою чемпіоном та володарем суперкубка Бельгії, а у сезоні 2012/13 вдруге з командою став володарем кубка Бельгії.
1 вересня 2014 року перейшов на правах оренди в англійський «Мідлсбро» з Чемпіоншіпу з правом викупу за 3 млн. фунтів. Воссен дебютував за клуб 13 вересня 2014 року в матчі проти «Гаддерсфілд Таун» замінивши Лі Томліна на 59-й хвилині. Перші голоти і свій перший хет-трик у «Мідлсбро» забив 6 грудня 2014 року в матчі проти «Міллволла» (5:1). Всього за сезон провів 40 матчів у всіх турнірах і забив 9 голів. По закінченню сезону «Мідлсбро» не скористалося правом викупу і Воссен повернувся назад в «Генк».
6 липня 2015 року перейшов в інший клуб Чемпіоншіпу «Бернлі» за 3,5 млн. євро. 8 серпня 2015 року дебютував за «бордових» у матчі чемпіонату проти «Лідс Юнайтед». Зігравши лише 4 матчі у чемпіонаті і один у кубку ліги, менш ніж за два місяці Воссен покинув команду.
30 серпня 2015 року перейшов в «Брюгге», підписавши контракт строком на 5 років. Перший гол за «Брюгге» забив 20 вересня 2015 року в матчі проти «Васланд-Беверен». Загалом відіграв за команду з Брюгге понад 100 матчів у національному чемпіонаті.
На початку 2020 року досвідчений гравець безкоштовно перейшов до «Зюлте-Варегем», з яким уклав контракт на 2,5 роки.

## Виступи за збірні
Протягом 2007–2009 років залучався до складу молодіжної збірної Бельгії. На молодіжному рівні зіграв у 8 офіційних матчах, забив 1 гол.
29 травня 2009 року дебютував в офіційних матчах у складі національної збірної Бельгії на Kirin Cup в матчі проти збірної Чилі (1:1), а 12 жовтня 2010 року Воссен забив свій перший гол у матчі відбіркового турніру до Євро-2012 у ворота збірної Австрії (4:4). 
Всього провів у формі головної команди країни 12 матчів, забивши 2 голи.
| Дата       | Місто      | Господарі | Результат | Гості       | Турнір            | Голи | Примітки |
| ---------- | ---------- | --------- | --------- | ----------- | ----------------- | ---- | -------- |
| 29-5-2009  | Тіба       | Бельгія   | 1 – 1     | Чилі        | Kirin Cup         | -    | 90+1'    |
| 31-5-2009  | Токіо      | Японія    | 4 – 0     | Бельгія     | Kirin Cup         | -    | 69'      |
| 3-9-2010   | Брюссель   | Бельгія   | 0 – 1     | Німеччина   | Відбір до ЧЄ 2012 | -    | 83'      |
| 8-10-2010  | Нур-Султан | Казахстан | 0 – 2     | Бельгія     | Відбір до ЧЄ 2012 | -    | 19'      |
| 12-10-2010 | Брюссель   | Бельгія   | 4 – 4     | Австрія     | Відбір до ЧЄ 2012 | 1    |          |
| 17-11-2010 | Воронеж    | Росія     | 0 – 2     | Бельгія     | товариський матч  | -    | 75'      |
| 29-3-2011  | Брюссель   | Бельгія   | 4 – 1     | Азербайджан | Відбір до ЧЄ 2012 | 1    |          |
| 3-6-2011   | Брюссель   | Бельгія   | 1 – 1     | Туреччина   | Відбір до ЧЄ 2012 | -    | 88'      |
| 11-11-2011 | Льєж       | Бельгія   | 2 – 1     | Румунія     | товариський матч  | -    | 66' 90'  |
| 15-11-2011 | Сен-Дені   | Франція   | 0 – 0     | Бельгія     | товариський матч  | -    | 22' 70'  |
| 14-11-2012 | Бухарест   | Румунія   | 2 – 1     | Бельгія     | товариський матч  | -    | 57'      |
| 19-11-2013 | Брюссель   | Бельгія   | 2 – 3     | Японія      | товариський матч  | -    | 75'      |
| Усього     |            | Матчів    | 12        |             | Голів             | 2    |          |

## Титули і досягнення
- Чемпіон Бельгії (3):

«Генк»: 2010–11
«Брюгге»:  2015–16, 2017–18
- Володар Кубка Бельгії (3):

«Генк»: 2008–09, 2012–13
«Брюгге»:  2014–15
- Володар Суперкубка Бельгії (3):

«Генк»: 2011
«Брюгге»:  2016, 2018